# نهر الرويس
نهر الرويس هو نهر في سويسرا. ويبلغ طوله 158 كم (98 ميل)، ومسطح مائي بمساحة 3425 كم2 (1322 ميل 2)، وهو رابع أكبر نهر في سويسرا بعد نهر الراين ونهر الآر ونهر الرون. أعلى نقطة في المسطح المائي هي قمة داماستوك بارتفاع 3630 م.

## الجسور
يقطع نهر الرويس عدة جسور وأشهرها:
- جسر تيوفيلسبروكي ويعرف كذلك بجسر الشيطان
- جسر كابيلبروكي والذي بني عام 1333م وأعيد بنائه عام 1993م

## معرض صور

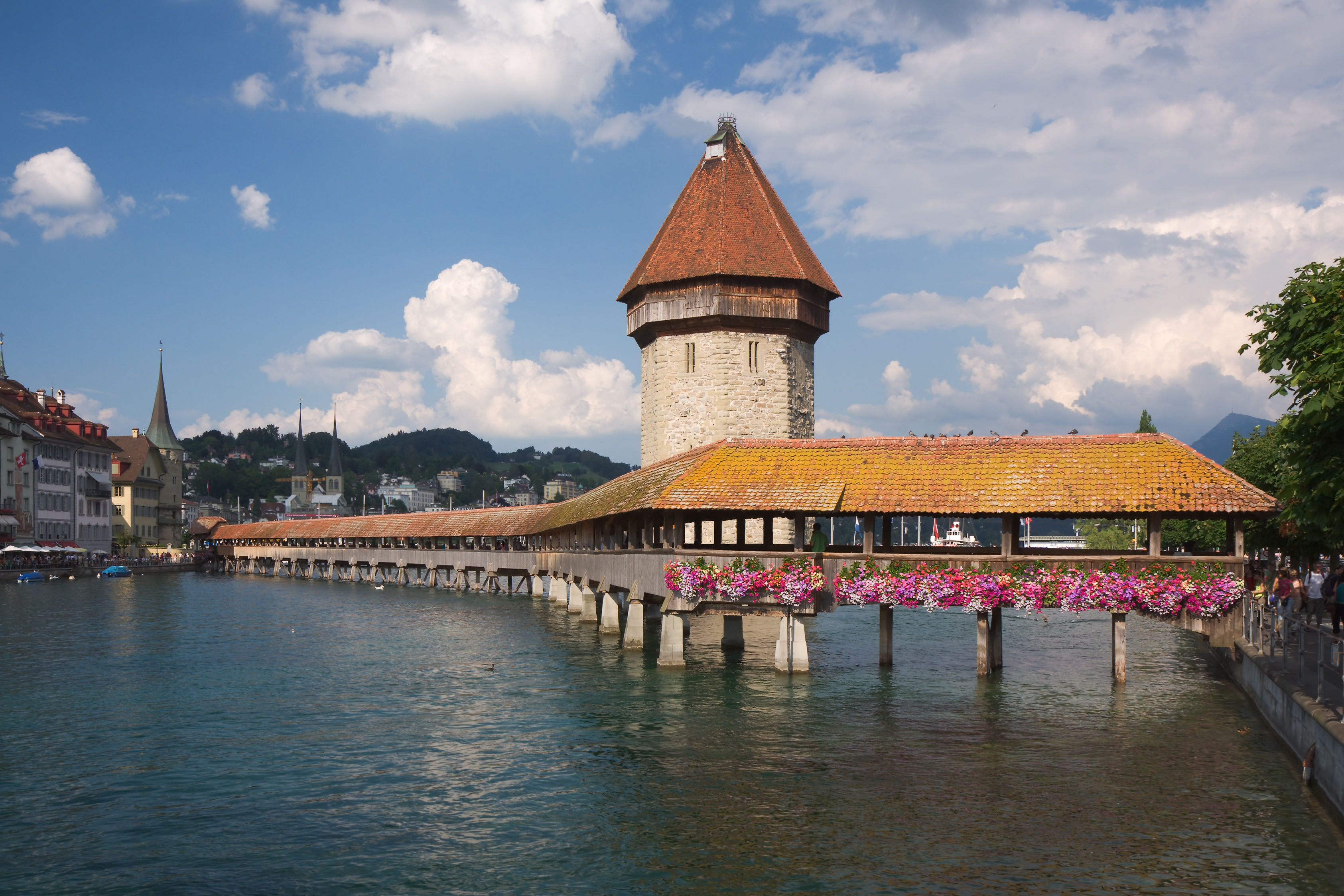
النهر مع جسر كابيلبروكي في لوسرن
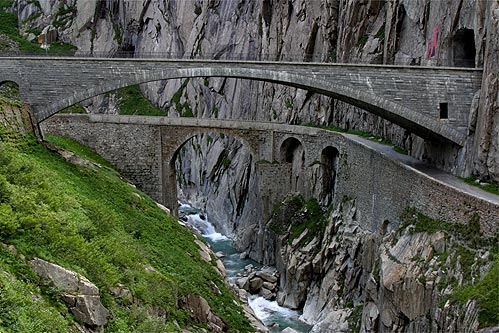
النهر مع جسر تيوفيلسبروكي
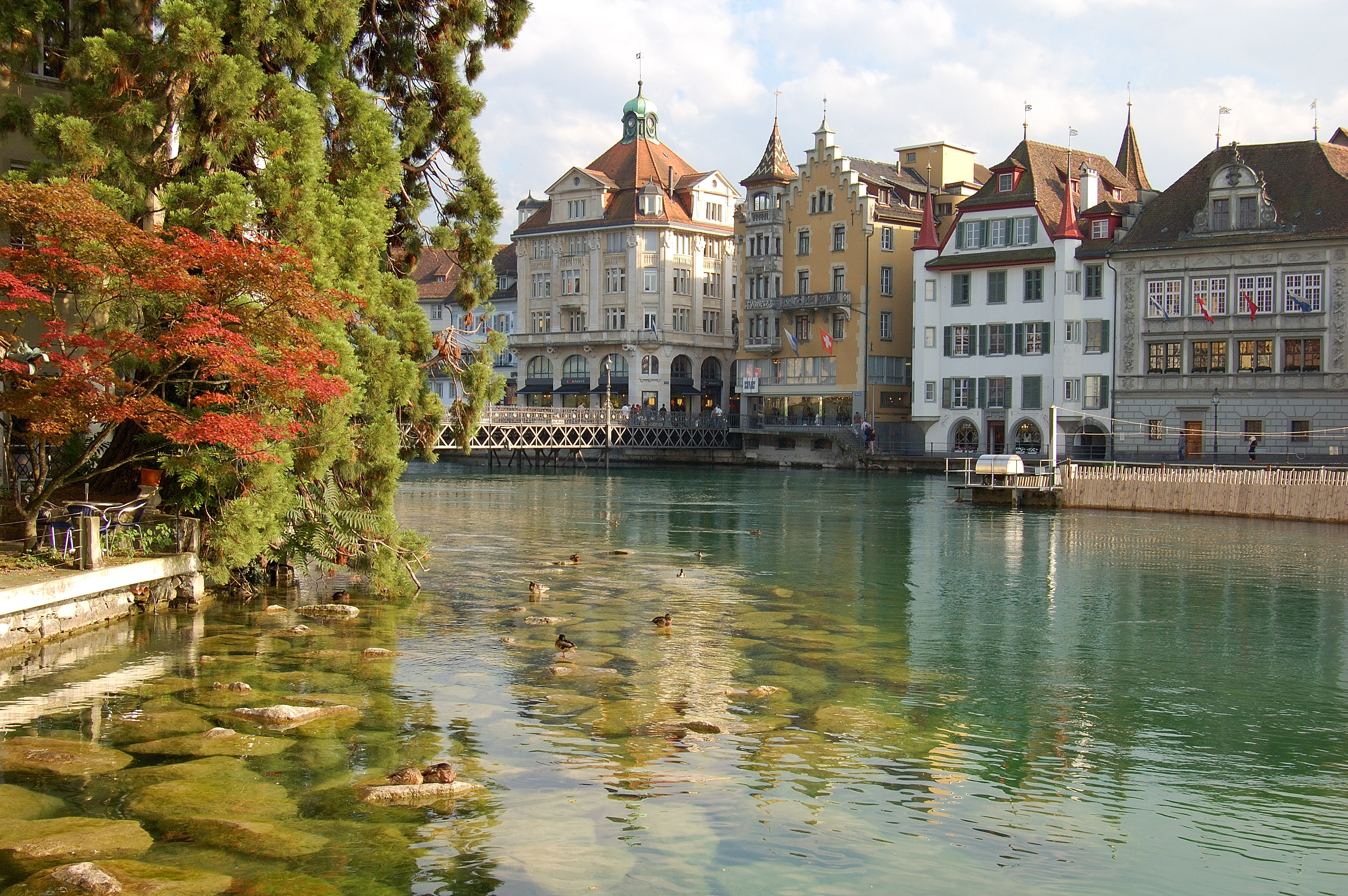
النهر مع الجزء القديم من مدينة لوسرن
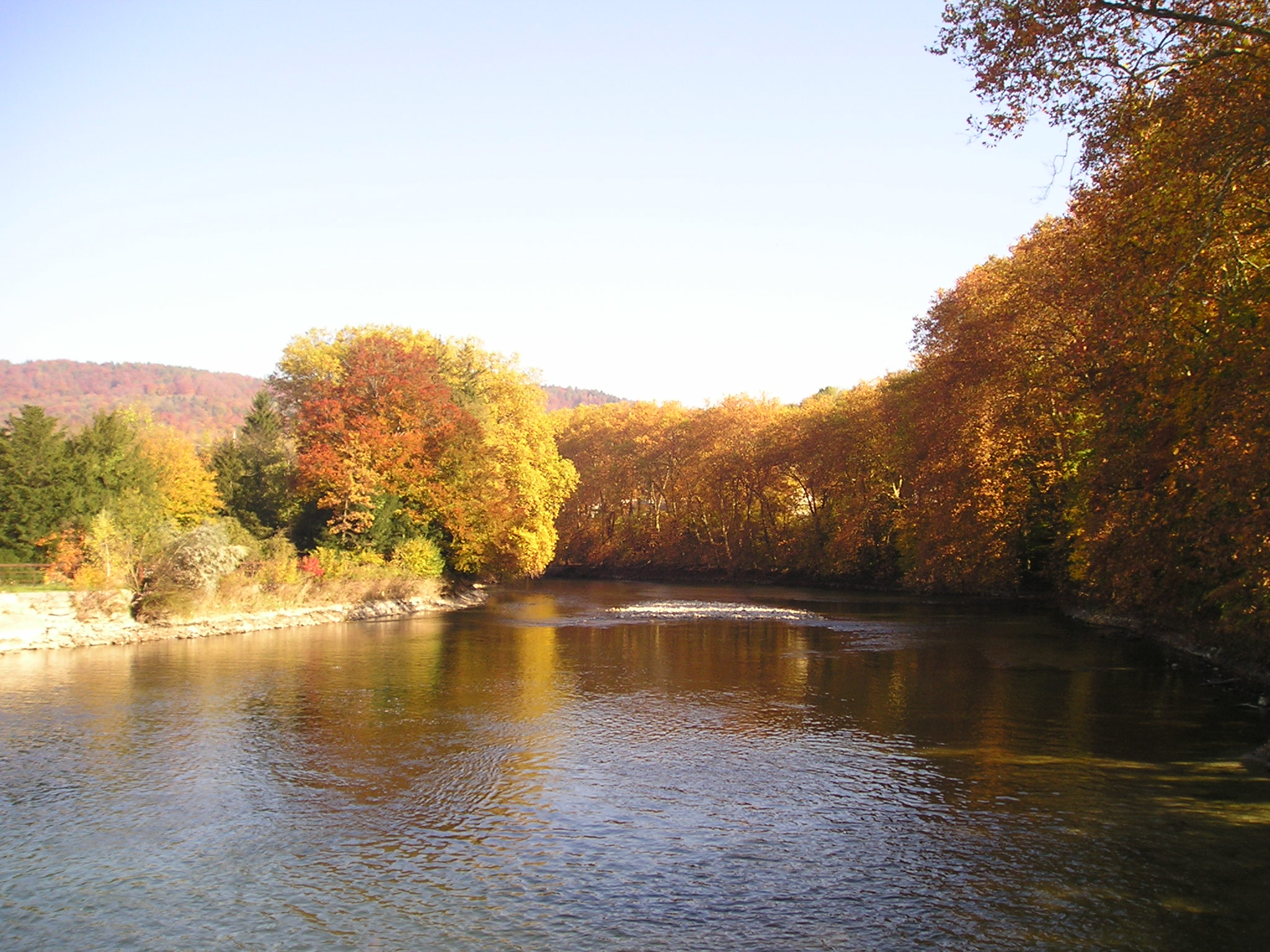
المشهد الخريفي للنهر قبل فترة وجيزة من التقائه مع نهر الآر